# Wagen nach Wien
Wagen nach Wien ist ein in Schwarzweiß gedrehtes tschechoslowakisches Filmdrama von Karel Kachyňa aus dem Jahr 1966. Das Drehbuch von Jan Procházka und Kachyňa basiert auf einer Vorlage von Procházka.

## Handlung
Die Wälder Mährens, Anfang Mai 1945, in den letzten Tagen des Zweiten Weltkriegs in Europa:
Der aus Wien stammende Wehrmachtssoldat Hans zwingt die junge Landfrau Krista im Zuge seiner Fahnenflucht vor der heranrückenden Roten Armee, ihn und seinen schwer verletzten Kampfgefährten Günther mit einem Pferdewagen auf abgelegenen Wegen nach Österreich zu fahren. Er ahnt nicht, dass im Vorfeld der als Kammerspiel angelegten Ereignisse Kristas Mann von anderen Wehrmachtssoldaten wegen eines Diebstahlsdelikts gehenkt und danach von ihr selbst begraben worden ist. Die Begegnung mit Hans und Günther fasst Krista als „überdeutlichen göttlichen Befehl“ auf, „Gerechtigkeit zu üben“.
Um die beiden Soldaten mit einem insgeheim mitgeführten Beil überwältigen zu können, wirft Krista auf dem Weg unbemerkt deren Bajonett, Pistole und Kompass ins Unterholz, sodass den Männern als einzige Waffe nur noch ein Gewehr verbleibt. Indes hält Hans seinen Freund vom Suizid ab und zeigt sich Krista gegenüber immer wieder wohlgesonnen. Als er das Läuten von Kirchenglocken hört, entfernt er seine Rangabzeichen und versucht vergeblich, Krista einige seiner Wertgegenstände zu schenken. Doch Günther teilt Hans sein begründetes Misstrauen gegenüber Krista mit. Er weist ihn auf die fehlenden Waffen hin und erkennt am Bewuchs der Bäume, dass der Wagen zurück nach Norden fährt. Konsterniert entdeckt Hans das Beil. Nachdem er sich davon überzeugt hat, dass Krista die gesuchten Waffen nicht am Körper trägt, lässt er sie zurück.
Krista verfolgt den Wagen quer durch den Wald, obwohl die Soldaten immer wieder auf sie schießen. Günther stirbt an seinen Verletzungen und als Hans ihm ein Grab bereitet, wird er von Krista gehört, die zu ihm aufschließen kann. Nachdem er sich schlafen gelegt hat, entwendet Krista das Gewehr und verprügelt ihn. Doch sie kann sich nicht dazu durchringen, ihn zu töten. Hans zeigt sich reumütig. Anfangs wehrt sie ihn ab, lässt sein Bemühen um Versöhnung aber letzten Endes zu. Nachdem sie auf dem Wagen eingeschlafen sind, werden sie von fünf Partisanen entdeckt. Diese zwingen Krista, den Wagen zu lenken, hinter dem Hans an einer Halsschlinge herlaufen muss. Kristas lautstarker Protest nützt nichts: Hans wird erschossen.
Schließlich lassen die Männer Krista laufen, die mit dem Wagen und Hans’ Leichnam nach Hause zurückfährt.

## Kritiken
„[…] Der in der tschechischen "Tauwetter"-Zeit entstandene Film von Procházka/Kachyna bricht Klischees von Recht und Unrecht auf und ist eine aufrüttelnde Mahnung zur Menschlichkeit. Wegen der ungewohnt kritischen Darstellung der Partisanen und der sympathischen Zeichnung eines deutschen Soldaten löste er in der CSSR heftige Diskussionen aus. […] Sehenswert ab 16.“